# 산청구

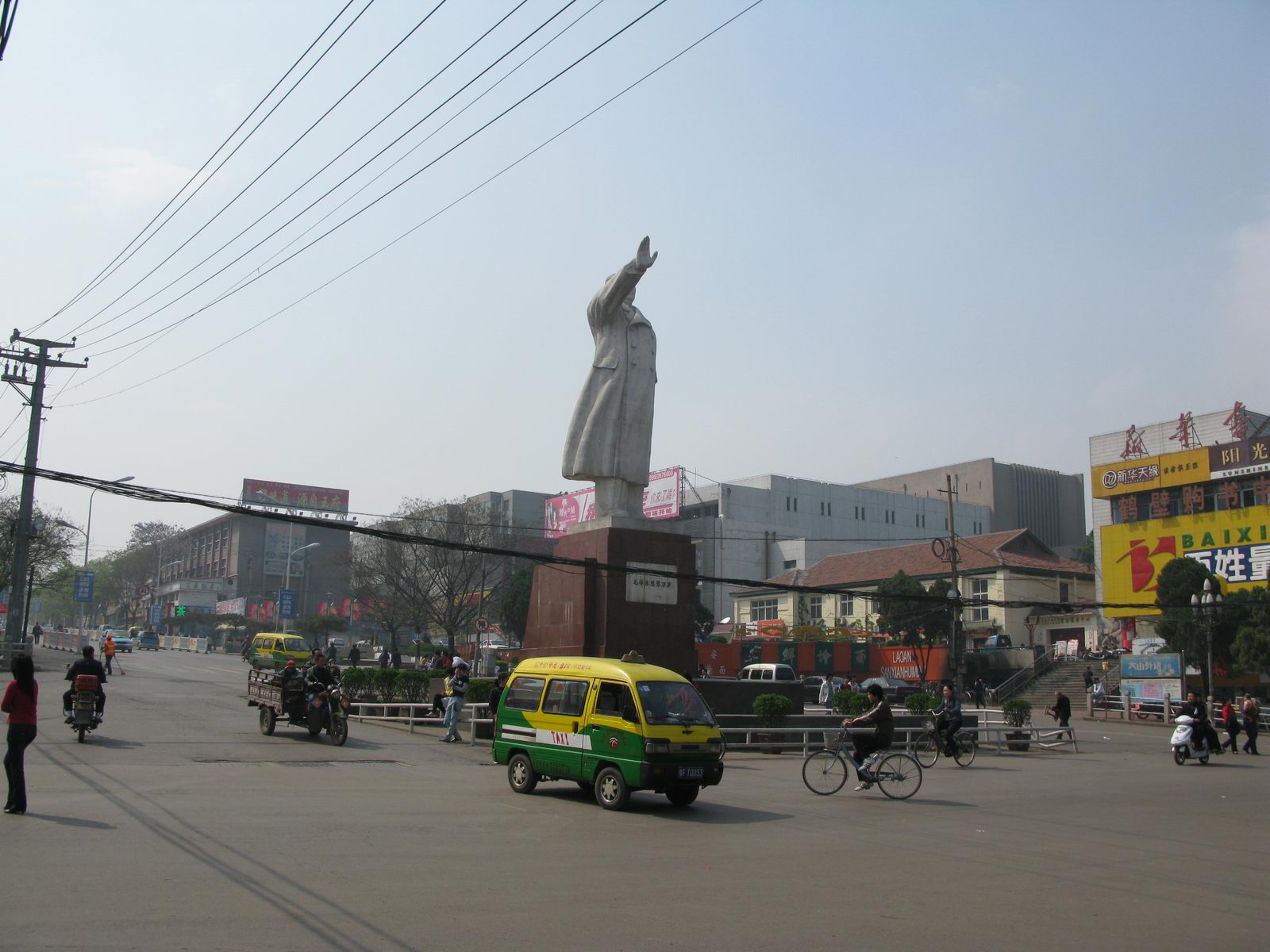

산청구(한국어: 산성구, 중국어: 山城区, 병음: Shānchéng Qū)는 중화인민공화국 허난성 허비 시의 현급 행정구역이다. 넓이는 176km2이고, 인구는 2007년 기준으로 240,000명이다.

## 지리
허비 구시가지와 가까이 위치해있다. 이곳은 또한 인구가 밀집한 지역이자 외곽의 공업지대로 석탄 광산이 있다. 허비 제10광산은 이 지역에서 가장 큰 광산 중 하나이다. 동물원이 있고 치 강으로 불리는 아주 깨끗한 강이 있어 따뜻한 봄에 사람들이 휴식과 낚시, 수영을 즐기는 곳이다.
연평균 기온은 14.2°C이고 연평균 강수량은 621~673mm이다.

## 행정 구역
5개 가도, 2개 향을 관할한다.
- 가도: 红旗街道, 长风中路街道, 山城路街道, 汤河街街道, 鹿楼街道.
- 향: 石林乡, 鹿楼乡.